# Philautus nasutus
Philautus nasutus és una espècie extinta de granota que va viure a Sri Lanka.